# Pselionema simile
Pselionema simile is een rondwormensoort uit de familie van de Ceramonematidae. De wetenschappelijke naam van de soort is voor het eerst geldig gepubliceerd in 1942 door De Coninck.